# 徐泾镇
徐泾镇，是中华人民共和国上海市青浦区下辖的一个乡镇级行政单位。面积38.59平方公里。户籍人口2.82万人（2008年）。

## 行政区划
徐泾镇下辖以下居委会及村委会：
徐泾社区、龙阳社区、宅东社区、京华社区、蟠龙社区、徐安第一社区、徐安第二社区、高泾社区、卫家角第一社区、卫家角第二社区、徐安第三社区、徐安第四社区、玉兰清苑社区、尚鸿路社区、尚泰路社区、尚茂路社区、仁恒西郊社区、卫家角第三社区、明珠路社区、夏都社区、叶联路社区、蟠龙馨苑社区、蟠文路社区、徐盈路社区、诸光路社区、乐国路社区、乐天社区、徐乐路社区、前明村、金云村、联民村、光联村、民主村、二联村、金联村、迮庵村和陆家角村。

## 交通
轨道交通：
上海轨道交通2号线： 国家会展中心站 蟠祥路站
上海轨道交通13号线：国家会展中心站
上海轨道交通17号线： 国家会展中心站 蟠龙路站 徐盈路站 徐泾北城站
长途公交：
上青线、虹桥枢纽6路等
城市公交：
197路、710路、776路、865路
县内公交：
青浦20路、青浦19路
镇内公交：
徐泾1路、徐泾2路、徐泾3路、徐泾4路、徐泾5路
高速公路：
G15沈海高速、G50沪渝高速、嘉闵高架路
国道：G318